# Fogpiszkálófű
A fogpiszkálófű (Ammi visnaga), a zárvatermők (Magnoliophyta) törzsébe, az ernyősvirágzatúak (Apiales) rendjébe, a zellerfélék (Apiaceae) családjába tartozó növényfaj.
Egyiptomból származik, az ókori Ebers- féle papirusokban is említik már.
Népies nevei: ammi, besnika, bisány, püspökgyom, spanyolrépa, kella, khella. 
Az arab khella nevet egész Közel-Keleten, valamint Európában is gyakran használják.
Nevét onnan kapta, hogy megszáradt, kellemes ízű ernyősugarait régen fogpiszkálónak használták. Irán és Törökország egyes vidékein még manapság is.

## Elterjedése
Az Atlanti-óceán meleg partvidékein, valamint a mediterrán vidékeken őshonos. Marokkótól a Közel-Keletig mindenütt megtalálható.
Számos helyen termesztik is, például Portugáliában, Franciaországban, Olaszországban, Mexikóban, Argentínában, Chilében, Egyiptomban, Indiában, Tunéziában.

## Megjelenése
Magassága 60-100 cm.
Főgyökere hosszú, vékony, a föld felett gyökérnyaki részben folytatódik. 
Szára barázdás, alján kissé borzas. 
A levelek szórt állásúak, az alsó tőlevelek rozettásan helyezkednek el, méretük nagyobb mint felfelé a száron elhelyezkedő többi levélnek, melyeknek mérete felfelé fokozatosan csökken.
A virágai fehér színűek, de díszvirágként termesztve, lila változatban is előfordul.
Virágzási ideje július, augusztus, szeptember.
Az összetett ernyős virágzata tövében fellevelek helyezkednek el. Az ernyősugarak enyhén bordázottak, 5-6 cm hosszúak, szárazon sárgásbarna színűek.
Virágzás előtt és után megnyúlnak, majd gömbformában összehajlanak.
Ebben az állapotban érlelik meg a magokat, melyeket az ernyővirágzat megszáradva is sokáig megtart. 
A virágfejek, akár 15 cm-esek is lehetnek.
Fontos fajbélyeg sima termése, ez különbözteti meg legjobban a murok nemzetségtől.
Ikerkaszat termései kicsik, hosszúságuk 1,5-3 mm, szélességük 0,9 mm, színük sötétbarna, alakjuk lapos, kissé hengeres, öt részből állnak, melyeket világossárga edénynyalábokat tartalmazó bordák választanak el egymástól. A bordák között olajjáratok futnak.
Illóolaj tartalma nem csak a magoknak van, hanem az egész növénynek. 
Az egész növény, kellemes, fűszeres illatú, mely száradás után is érezhető. 
Íze aromás, keserű, enyhén csípős.

## Termesztése
Ha már ültetve volt, akkor önmagát szaporítja tovább azáltal, hogy ősszel a megérlelt magjait elhullajtja, ami a következő év tavaszán kicsírázik, így újítva meg állományát. 
Első vetésként magvetéssel termeszthető. Tavasszal,  ha a talaj hőmérséklete 10 °C fölé emelkedik lehet elkezdeni magjainak ültetését, melyek 10-14 °C fölött kezdenek el csírázni. Legnagyobb biztonsággal április közepe felé érdemes elkezdeni a vetését. 
A sorok között 40-50 cm-t érdemes tartani. A magokat 2-4 cm mélyen kell a földbe helyezni, 8-10 cm-re egymástól.
A napos, meleg helyeket kedveli, árnyékban nem fejlődik megfelelően, virágai kisebbek lesznek. A dús nektárú virágzása egész nyáron át tart. 
Nem kimondottan vízigényes, de az öntözést, különösen virágnyílás előtt nagyra fejlődő virágaival meghálálja, viszont az árasztást, a folyamatos vizes talajt nem kedveli. Talajban nem különösebben igényes, a kissé köves, csekély termőrétegű talajon is megél.
Különösebb gondozást nem igényel, gyomlálni is ritkán kell, főleg a nagyra növő gyomoktól kell megtisztítani a földjét, mert ezek benőhetik, elnyomhatják (pl. a szőrös disznóparéj).

## Betegsége
Párás, meleg nyarakon a leveleket a lisztharmat megtámadhatja, de csak ha igen nagy kiterjedésű érdemes permetezni.

## Hatóanyagai
Drogként, virágzata érett ikerkaszat terméseit használják Ammi visnagae fructus néven.
Hatóanyagai a furokumarin, kellin, visnagin, khellol és glükozidja a khellenin, khellinol, ammiol és glikozidja, khellinon, visammiol, visznadin, szamidin, dihidroszamidin, flavonoidok, kempferol, kvercetin származékok, illóolaj (kámfor, karvon, alpha-terpineol, linalool főkomponensek), olajsav, fehérje, cserzőanyagok, delfinidin, fahéjsav, fenil-alanin, palmitinsav, ramnóz, rutin, tejsav, zsír, xilóz, sztearinsav, sikimisav, terpinén-4-ol, xantotoxin.

## Gyógyhatásai
Ősi gyógynövény, már az ókorban, Egyiptomban is használták termését görcsoldó szerek készítésére. Később feledésbe merült, majd századunkban újra alkalmazni, termeszteni kezdték.
Serkenti a vérkeringést, ezáltal átmelegíti a szervezetet, ellazítja a méh izomzatát, enyhíti az alhasi fájdalmakat, a hormonháztartás egyensúlyának fenntartásában is segít, jó közérzetet biztosít.
Hörgő és húgyvezeték tágító, a szíverek tágításával a szív vérellátását, és annak teljesítményét javítja, hatásos szívtáji anginás fájdalom esetén.
Különösen gyerekeknél nagyon hasznos hörghurutnál és asztmás rohamoknál, alkalmazásával a hörgők és a légcső könnyebben átjárható lesz levegővételnél.
Segít a vesekövek felszabadításában és kiürítésében, vese és húgyvezeték lazító, vizelethajtó hatásának köszönhetően. 
Szájon át alkalmazva hasi görcsöknél és cukorbetegségnél is alkalmazható. Külsőleg, bőrre kenve gyulladást, sebet, harapást gyógyít, valamint pikkelysömört és foltos hajhullást is.

### Homeopátiás alkalmazása
Simaizom görcsoldás.

## Felhasználása
Fűszeres, zamatos ízű ernyősugarait fogvájóként manapság is alkalmazzák.
Fiatal gyökereit mint a sárgarépát, ételek készítésénél használják.
Virágcsokrokba is teszik, vázában díszvirágként egy hétig is eláll.

## Figyelmeztetés
A növényből származó vegyületek fény hatására aktivizálódnak, bőrre kerülve fájdalmas bőrirritációt és felhólyagosodást okozhatnak. Szedésükkor érdemes hosszú ujjú inget és kesztyűt viselni, valamint letépése helyett vágóeszközt használni. Bőrre kerülve szappannal és vízzel azonnal le kell mosni. Komolyabb panaszok esetén orvoshoz kell fordulni.
Nagy dózisban, szájon át történő alkalmazása májkárosodást okozhat. Méhstimuláló hatása miatt terhesség alatt kerülni kell a szedését.

## Képgaléria
|  |  |  |  |

|  |  |